# Henryk Bąk (aktor)
Henryk Bąk (ur. 2 stycznia 1923 w Krasnymstawie, zm. 29 sierpnia 1987 w Skolimowie) – polski aktor teatralny, filmowy i telewizyjny.

## Życiorys

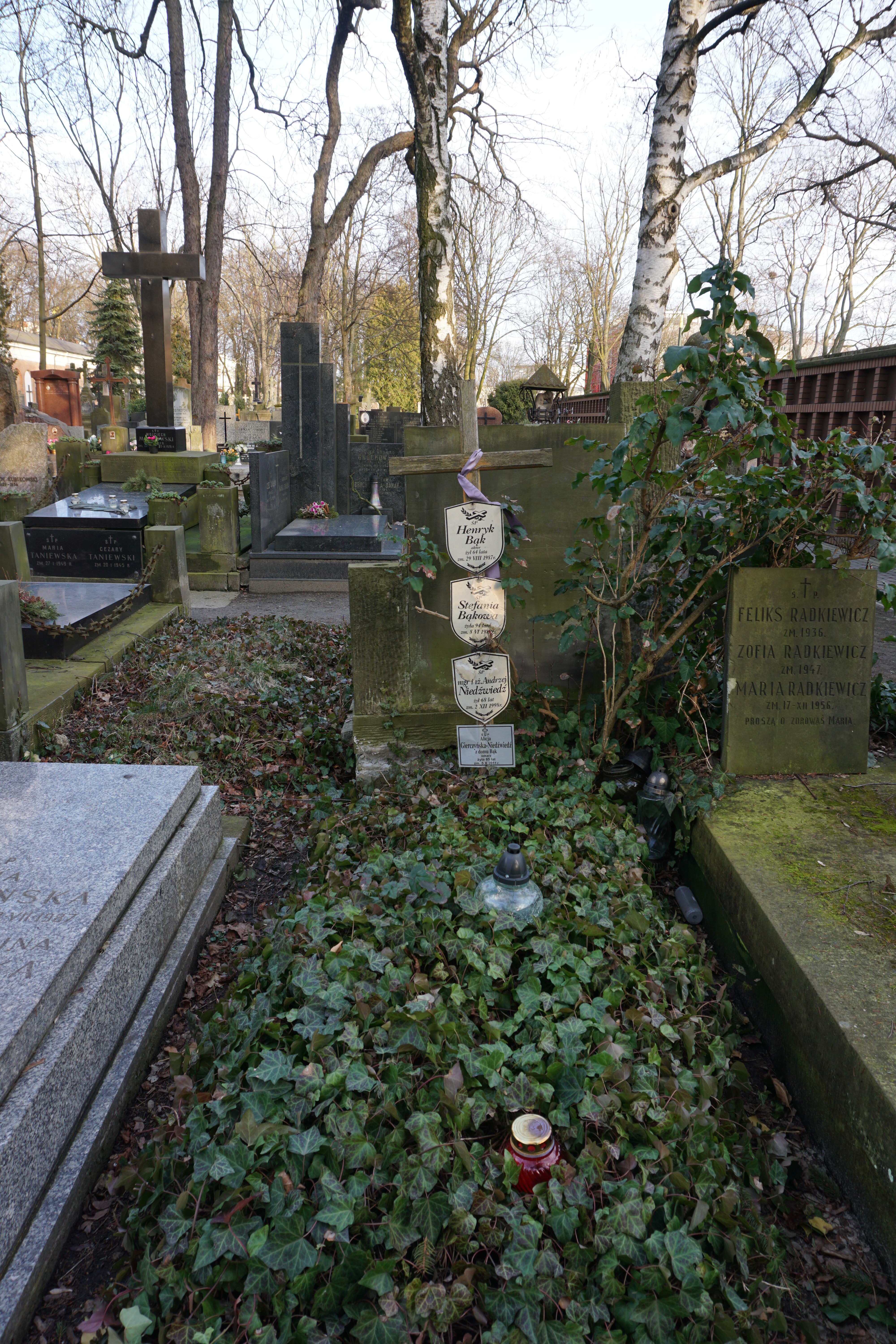
Grób Henryka Bąka na cmentarzu Powązkowskim w Warszawie

Urodził się w rodzinie Jana, nauczyciela, i Stefanii z Rekaszysów. W 1939 ukończył Gimnazjum im. Staszica w Lublinie.
Podczas okupacji niemieckiej uczył się na tajnych kompletach, brał udział w występach chóru Towarzystwa Śpiewaczego „Echo” w podlubelskich miejscowościach, dla ludności i oddziałów partyzanckich; pracował równocześnie w spółdzielni rolniczej.
Studiował prawo na Uniwersytecie Marii Curie-Skłodowskiej oraz uczęszczał do Studia Dramatycznego przy Teatrze im. Juliusza Osterwy w Lublinie (1945–1947). W sezonie 1946/1947 występował na deskach Teatru im. Stefana Żeromskiego w Kielcach, po czym został przyjęty na III rok PWST w Łodzi, którą ukończył w 1949. Zadebiutował w teatrze 24 września 1949.
Aktor Teatrów Dramatycznych we Wrocławiu (1949–1950), Teatrów Dramatycznych w Krakowie (1950–1954) i Teatru im. Juliusza Słowackiego w Krakowie (1954–1958). Występował w teatrach warszawskich: Dramatycznym (1958–1961), Polskim (1961–1971, 1974–1976 i 1979–1980), Narodowym (1971–1974) i Na Woli (1976–1979).
W latach 80. XX w. z powodu choroby zaprzestał działalności artystycznej i zamieszkał w Domu Artystów Weteranów Scen Polskich w Skolimowie.
Był mężem aktorki Marii Klejdysz.
Zmarł w Skolimowie, pochowany na cmentarzu Powązkowskim w Warszawie (kwatera 169-4-24).

## Filmografia
- Pierwsze dni (1951) – Zabrzycki, członek bandy, pomocnik Plewy w kantorze
- Eroica (1957) – porucznik Krygier
- Orzeł (1958) – bosman Leon Wiktorczyk
- Rok pierwszy (1960) – rządca Tatarczuk, porucznik NSZ „Tatar”
- Zezowate szczęście (1960) – dyrektor
- Czas przeszły (1961) – Obersturmführer SS Erich Weber
- Drugi człowiek (1961) – Lubański, inżynier w Nowej Hucie
- Kwiecień (1961) – podpułkownik Wacław Czapran
- Milczące ślady (1961) – major Zimny
- Przeciwko bogom (1961) – doktor Bida
- Daleka jest droga (1963) – chorąży Zientara
- Zacne grzechy (1963) – ojciec Makary
- Spotkanie ze szpiegiem (1964) – major Łuba
- Obok prawdy (1964) – adwokat Łopota
- Kontrybucja (1966) – pułkownik „Stary”, dowódca organizacji konspiracyjnej
- Pieczone gołąbki (1966) – Ziarnicki, sekretarz POP PZPR w Przedsiębiorstwie Wodociągów Miejskich
- Stawka większa niż życie (serial telewizyjny) (1967-1968) – nadradca Gebhardt z Ministerstwa Propagandy Rzeszy (odc. 7. Podwójny nelson)
- Przygody psa Cywila (serial telewizyjny) (1968) – pułkownik, kierownik Zakładu Tresury Psów Milicyjnych (odc. 1. Trudne dzieciństwo i odc. 2. Eksternista)
- Do przerwy 0:1 (serial telewizyjny) (1969) – Durczak, „sponsor” Huraganu
- Abel, twój brat (1970) – kierownik szkoły
- Epilog norymberski (1970) – Rudolf Hess
- Martwa fala (1970) – kapitan „Bolesława Chrobrego”
- Bolesław Śmiały (1971) – ojciec z osady
- Podróż za jeden uśmiech (1971) – mąż pani z kempingu (odc. 5)
- Jeszcze słychać śpiew. I rżenie koni... (1971) – ordynator
- Kłopotliwy gość (1971) – Kazik, przewodniczący Rady Zakładowej w PZMC
- Gniazdo (1974) – książę czeski Bolesław I Okrutny, ojciec Dobrawy
- Najważniejszy dzień życia (1974) – dyrektor Aleksander Sochacki (odc. 1. Uszczelka)
- Hazardziści (1975) - Tadeusz Karasiński
- Doktor Judym (1975) – Węglichowski, dyrektor sanatorium w Cisach
- Dyrektorzy (serial telewizyjny) (1975) – Ludwik Wanad, dyrektor naczelny Centralnego Zarządu Zjednoczenia, później dyrektor „Fabelu” (odc. 1. Swój chłop i odc. 3. Spadająca gwiazda)
- Jarosław Dąbrowski (1975) – ksiądz
- Kazimierz Wielki (1975) – nuncjusz papieski, przewodniczący sądu
- W te dni przedwiosenne (1975) – generał
- Strach (1975) – naczelnik Aleksander Wata
- Polskie drogi (serial telewizyjny) (1976) – Antoni Siemiński, wuj Basi (odc. 3. Najspokojniejsze miejsce na świecie, odc. 4. Na tropie i odc. 5. Lekcja geografii)
- Bilet powrotny (1978) – Józef, wuj Antoniny
- Ród Gąsieniców (serial telewizyjny) (1979) – ksiądz
- Golem (1979) – szatniarz
- Zamach stanu (1980) – obrońca w procesie brzeskim

## Ordery i odznaczenia
- Krzyż Oficerski Orderu Odrodzenia Polski (1963)
- Złoty Krzyż Zasługi (1954)
- Medal 10-lecia Polski Ludowej (28 stycznia 1955)[4]

## Nagrody
- III nagroda na Festiwalu Polskich Sztuk Współczesnych za rolę Klimka w spektaklu Tysiąc walecznych Jana Rojewskiego oraz za rolę Stanisława Siwickiego w spektaklu W Błędomierzu Jarosława Iwaszkiewicza w Teatrach Dramatycznych w Krakowie (1951)
- Wyróżnienie Podkomitetu Literatury i Sztuki Nagrody Państwowej (zespołowe) za rolę sędziego Azdaka w sztuce Bertholda Brechta Kaukaskie kredowe koło w Teatrze im. Juliusza Słowackiego w Krakowie (1955)[5]
- Nagroda na 1. Festiwal Polskich Filmów Fabularnych w Gdańsku w kategorii filmów TV za rolę dyrektora Sochackiego w filmie Uszczelka (1974)
- Złoty Ekran za rolę dyrektora Sochackiego w filmie Uszczelka (1975)
- Nagroda Komitetu do Spraw Radia i Telewizji za rolę dyrektora Sochackiego w filmie Uszczelka (1975)
- Nagroda Państwowa II stopnia (zespołowa) za serial telewizyjny Dyrektorzy (1976)